# マズリアーニコ
マズリアーニコ（伊: Maslianico）は、イタリア共和国ロンバルディア州コモ県にある、人口約3,200人の基礎自治体（コムーネ）。

## 地理

### 位置・広がり
コモ県のコムーネ。県都コモから北西へ5kmの距離にある。

#### 隣接コムーネ
隣接するコムーネは以下の通り。括弧内のCH-TIはスイス・ティチーノ州所属を示す。
- チェルノッビオ
- コーモ
- Vacallo (CH-TI)

### 地震分類
イタリアの地震リスク階級 (it) では、4 に分類される
。